# Sugababes
De Sugababes is een Britse meidengroep.
De groep werd opgericht in 1998 door de originele leden Keisha Buchanan, Mutya Buena en Siobhán Donaghy. Na een klein succes verliet Donaghy de groep in 2001 en werd ze vervangen door Heidi Range. Dit betekende de commerciële doorbraak voor de groep. Vervolgens overleefde de groep ook een tweede verandering in de samenstelling in 2005. Toen verliet Buena de groep en werd zij vervangen door Amelle Berrabah. In september 2009 kwam het nieuws naar buiten dat Keisha Buchanan na elf jaar de groep verliet en vervangen werd door Jade Ewen.
De Sugababes hebben op dit moment 24 singles uitgebracht, waarvan 20 in Nederland, 7 studioalbums die wereldwijd de top hebben behaald, in 15 verschillende landen op 1 hebben gestaan met één of meerdere singles. De groep heeft de belangrijkste Engelse muziekprijs, de Brit Award in de categorie "Beste Dance Act" gewonnen, maar ook prijzen in Nederland: drie TMF Awards: Beste Website (2003), Radio 538 Best Single (2004) en Beste Popgroep (2004). De groep is in z'n thuisland benoemd tot de succesrijkste meidengroep van de alsnog korte 21ste eeuw.

## Geschiedenis

### 1998–2001 - One Touch: originele samenstelling
Keisha Buchanan (30 september 1984) en Mutya Buena (21 mei 1985) waren al sinds hun kinderjaren in Londen vriendinnen en ontmoetten op 13-jarige leeftijd Siobhán Donaghy (14 juni 1984) op een feestje. Buchanans familie is afkomstig van Jamaica, terwijl die van Buena van de Filipijnen komt. Het trio besluit in 1998 een groep te vormen. London Records besluit, wanneer de meiden 14 zijn, de groep een contract aan te bieden en laat Cameron McVey, bekend van zijn werk voor All Saints, een album ontwikkelen.
De eerste single Overload bereikt in Nederland nummer 14. De groep schreef voor een groot deel mee aan het album One Touch, waar tevens de hit Run for cover op staat. Ondanks de redelijke hits die op het album stonden, verkocht One Touch niet zo goed als London Records had gehoopt, en werd de band in 2001 ontslagen. Siobhán Donaghy verliet de band in 2001 tijdens de tournee. Haar keuze had te maken met depressiviteit en ruzies binnen de groep. Later besloot ze een carrière als soloartiest op te starten. Siobhán Donaghy's gewaardeerde soloalbum Revolution In Me, uitgebracht op London Records, had niet hetzelfde succes als de vorige plaat van de Sugababes, en bereikte zelfs in Engeland niet de Album Top 100. Zij werd hierdoor ook ontslagen door London Records. In oktober 2005 kreeg ze echter een nieuw contract bij Parlophone Records. Haar tweede album Ghosts werd in januari 2007 uitgebracht, haar singles werden niet een groot succes. In de zomer van 2007 speelde ze in de musical Rent.

### 2002–2003 -Angels with Dirty Faces: het eerste grote succes
Heidi Range (23 mei 1983) vervangt Donaghy, wanneer de groep nieuw contract tekent bij Island Records. Hun eerste single bij het
nieuwe label was Freak Like Me, een Bastard Pop-nummer, gemaakt door producer Richard X, waarin een sample van Are 'Friends' Electric? van Gary Numan's Tubeway Army gemixt wordt met de vocalen van Adina Howard's Freak Like Me.
Het lied betekende in Engeland een doorbraak voor de groep, omdat het daar hun eerste nummer 1-hit was. In Nederland behaalde het slechts nummer 23 als hoogste positie, en was daarmee niet eens zo succesvol als hun eerste single Overload. Hun volgende single voor Island Records, Round Round, geproduceerd door Xenomania, werd in Engeland wederom een nummer 1-hit, en werd in Nederland hun eerste grote hit. Het behaalde de tweede plaats en stond zeven weken in de Top 10.
Met het tweede album van de Sugababes, Angels with Dirty Faces, debuteert de groep in Nederland in de Album Top 100. Voorganger One Touch wist hier nooit de albumlijst te halen, maar met hun tweede album behalen ze nummer 12. De derde single van het album, Stronger, komt in Nederland weliswaar minder hoog (nummer 5) dan Round round, maar blijft langer in de hitlijst hangen, en verkoopt zodoende beter. Het titelnummer van het album, Angels with Dirty Faces, wordt de soundtrack van The Powerpuff Girls Movie. De vierde single Shape, die een flinke sample van Stings klassieker Shape of My Heart bevat, bereikt begin 2003 nummer 7.

### 2003–2005 -Three: het succes gaat door
Het derde album van de groep, Three, wordt eind 2003 uitgebracht. De eerste single Hole in the Head, wederom een Xenomania-productie, behaalt in Nederland een tweede plaats. De tweede single Too Lost in You, geschreven door Diane Warren, was afkomstig van de soundtrack van de Engelse film Love Actually. De derde single In the Middle haalt wederom de Nederlandse Top 40 en betekent de zesde Top 10-hit op rij voor de groep. Het is tevens de laatste, want de vierde en laatste single van Three, de ballade Caught in a Moment weet slechts nummer 30 te behalen in Nederland.
In de korte afwezigheid tussen het derde en vierde album bevalt Mutya op 23 maart 2005 van een dochter, Tahlia Maya. De groep gaf hun eerste optreden in een jaar tijd bij het Live 8-concert in Edinburgh. Mutya vertelde journalisten daar: "De foto's van stervende kinderen maken me aan het huilen. Sinds ik moeder ben, raken deze foto's me en ik denk dan bij mezelf 'als dat mijn dochter was zou ik er iets aan willen doen'."

### 2005–2006 -Taller in More Ways: en een nieuw lid
De eerste single van het nieuwste album van de groep, Push the Button beleefde zijn première in augustus 2005. Het nummer werd geproduceerd door Dallas Austin, die eerder samenwerkte met Madonna en TLC. De single verscheen eind september 2005, waarna het vierde studioalbum Taller in More Ways in oktober uitkwam.
Push The Button bereikte in Nederland nummer 3. Het album Taller in More Ways bereikte niet veel later ook de Nederlandse Album Top 10.
Kort na een schijnbare ziekte, waardoor Mutya niet in staat was de tweede single Ugly te promoten, werd op 21 december 2005 bekendgemaakt dat Mutya de Sugababes had verlaten. Volgens een bericht op hun website was "Mutya's beslissing genomen om persoonlijke redenen en zal zij beste vriendinnen met zowel Keisha als Heidi blijven." Mutya is na het verlaten van de Sugababes langzaamaan begonnen met het opzetten van een solocarrière.
Mutya is vervangen door zangeres Amelle Berrabah (22 april 1984), die voordat ze bij de Sugababes kwam, samen met haar jongere zus de groep Boo2 vormde. De eerste single die met Amelle werd uitgebracht was Red Dress. Uiteraard was de stem van Mutya daarbij vervangen door die van Amelle, maar verder was het nummer identiek aan de versie met Mutya, zoals die op het album was verschenen. Na het uitkomen van de derde single kwam er ook een heruitgave van het album. Op de nieuwe versie van Taller in More Ways werden drie tracks opnieuw opgenomen met de zang van Amelle Berrabah. Ook werd er één nieuw nummer aan het album toegevoegd: Now You're Gone.
Terwijl Red Dress in de hitlijsten stond - in Nederland kwam het nummer tot een zevende positie in de Top 40 - begonnen Keisha, Heidi en Amelle aan een tournee door Groot-Brittannië. In een kleine maand werden in Engeland, Schotland en Wales achttien concerten gegeven. Tijdens een van de concerten werd bekendgemaakt dat de ballad Follow Me Home de nieuwe single zou worden. Het succes viel in Engeland erg tegen; het nummer flopte en werd in Nederland niet meer uitgebracht.

### 2006–2007 -Overloaded: The Singles Collection
Op 13 november 2006 werd een Greatest Hits-album uitgebracht, genaamd Overloaded: The Singles Collection. De titel van het album verwijst naar hun eerste single Overload. Amelle is slechts op drie nummers op het album te horen: twee nieuwe nummers en de single Red Dress. Easy werd als single uitgebracht op 6 november 2006. Tegen alle verwachtingen in wist het nummer niet tot de Nederlandse Top 40 door te dringen. In Engeland scoorde de single wel, daar kwam Easy tot nummer 8. In Groot-Brittannië hebben de dames samen met girlband Girls Aloud daarna nog een single uitgebracht. Dit was een cover van Walk This Way (Aerosmith) en heeft in Engeland de nummer één positie bereikt. De opbrengsten van de single waren voor Comic Relief, een bekend Engels goed doel.

### 2007–2008 -Change: de toekomst
Na hun Greatest Hits Tour in Groot-Brittannië keerden de dames terug naar de studio om hun vijfde studioalbum op te nemen.
Ze kozen daarbij wederom voor de Amerikaanse producer Dallas Austin, die ook grotendeels van hun laatste studioalbum Taller in More Ways produceerde en verantwoordelijk was voor het schrijven van de hits Push the Button en Ugly. Ook werkten ze samen met producers als William Orbit en Dr. Luke.
Het album Change verscheen begin oktober 2007. Voorafgaand aan het album verscheen het pop-rocknummer About You Now is de eerste single van het vijfde album. Het nummer is geproduceerd door Dr. Luke, die eerder werkte met onder meer Kelly Clarkson. About You Now kwam de Engelse hitlijst binnen op nummer 35 en steeg de week erna op download alleen door naar de koppositie. De Sugababes waren de vierde band die de eerste plaats in de Engelse hitlijst wist te bemachtigen zonder dat er een fysieke single uit was. About You Now was de zesde nummer 1-hit in Groot-Brittannië. De tweede single van het album was Change, een midtempo ballade. De single wist in Nederland niet echt te scoren en kwam slechts nipt in de top 40. In Groot-Brittannië werd een betere, maar eveneens teleurstellende positie bereikt met een 13e plaats. In het voorjaar van 2008 werd Denial als derde single van het album Change uitgebracht. Het nummer bereikte slechts een 15e plaats in de Britse hitlijsten en was daarom de laatste single die van het album Change werd uitgebracht. In Nederland bleef Denial steken in de tipparade. In de periode dat Denial uitkwam, gingen de Sugababes op tournee in Groot-Brittannië.
Het album Change bereikte in de Engelse hitlijsten de eerste plaats en was daarmee het tweede nummer 1-album van de Sugababes. Het album werd met platina gecertificeerd, maar vergeleken met de eerdere Sugababesalbums viel de verkoop tegen.

### 2008–2009 -Catfights and Spotlights: de terugslag
Aanvankelijk wilden de Sugababes na hun Change-tournee een tijd rust nemen, maar doordat ze kansen kregen om met bepaalde producers te werken, keerden ze al snel na de tour terug naar de studio. In oktober 2008, een jaar na het verschijnen van Change, verschijnt het zesde studioalbum van de groep Catfights and Spotlights. De eerste single Girls verschijnt vlak voor het verschijnen van het album en bereikt een 3e positie in de Britse hitlijsten. Het album komt de laatste week van oktober binnen op een achtste plek. In Nederland verschijnt Girls in november, drie dagen eerder dan in het Verenigd Koninkrijk. In december 2008 kwam het nummer No Can Do uit, dat niet hoog scoorde in de Britse hitlijst. In Nederland is de single zelfs niet uitgebracht vanwege de slechte verkoopcijfers in Groot-Brittannië. Ook is er een duet met Taio Cruz opgenomen, She's Like a Star; het nummer wordt niet heel erg bekend.

### 2009–2011 -Sweet 7: de comeback
De Sugababes tekenden een platencontract bij Roc Nation (platenmaatschappij van Jay-Z) in Amerika, waarbij ze hun platencontract bij Island Records behielden. In Amerika namen zij hun zevende album op, met makers die verantwoordelijk zijn voor onder anderen Lady Gaga, Beyoncé en Rihanna. De eerste single, Get Sexy, zou in Engeland op 31 augustus 2009 uitkomen. De tweede single, About A Girl, is een productie van RedOne en zou op 9 november 2009 verschijnen, net als het nieuwe album. Later werd deze datum een aantal malen verschoven, waardoor het album Sweet7 pas in maart 2010 zou worden uitgebracht. Door het uitlekken van enkele nummers met Keisha's stem (want zij was intussen vervangen door eurosongzangeres Jade Ewen), zou besloten zijn nieuwe nummers op te nemen waaraan Jade meer zou hebben meegewerkt. Keisha zou daardoor ook minder royalty's kunnen ontvangen. In eerste instantie zou de derde single Wear my kiss zijn, maar Santa Baby had voorrang vanwege de kerst. Op 21 december kwam de single in Engeland uit. Wear my kiss zou volgens plan de vierde single worden.
Om de eerste single van hun zevende album te promoten, zouden de Sugababes aanwezig zijn tijdens de Amsterdam Gay Pride, om tijdens de traditionele botenoptocht mee te varen op de partyboot van Gordon. Op 31 juli 2009 werd echter bekend dat Keisha, Amelle en Heidi het vliegtuig niet hadden gehaald en daardoor niet op tijd voor de optocht aanwezig konden zijn. Ze kwamen die dag wel naar Nederland voor geplande optredens maar pas na de botenoptocht.
18 september 2009 kwamen er geruchten dat Amelle de Sugababes had verlaten, de oorzaak zou een ruzie zijn met mede-bandlid Keisha. Op 21 september 2009 werd officieel bevestigd dat niet Amelle maar Keisha de groep had verlaten, en dat Eurovisiesongfestivaldeelneemster Jade Ewen (24 januari 1988) haar vervangster is. Keisha gaat solo verder.

### 2011–2013:Freedom: pauze
Op 31 mei 2011 werd bekendgemaakt dat de eerste single van het nieuwe album Freedom zou heten. Deze single wordt gebruikt in de nieuwe reclamecampagne van de Nokia N8 Pink, waarin barbiepoppen figureren. De single kwam in september 2011 uit.
Begin 2012 namen de Sugababes een pauze om meer aan soloprojecten te werken.
De drie oorspronkelijke leden van The Sugababes vormden de groep Mutya Keisha Siobhan (MKS) en brachten in 2013 het album Back In Business uit. In september 2013 werd bekendgemaakt dat de groep inmiddels uit elkaar is en dat er geen plannen zijn om nog nieuw materiaal uit te brengen. In januari 2014 vertelde Range dat de groep niet uit elkaar is, maar dat ze niet binnen nu en twee jaar van plan waren om nieuw materiaal uit te brengen. Iedere Sugababe was op dat moment haar eigen ding aan het doen.

### 2011–2015:Mutya Keisha Siobhan: Originele line-up
In 2012 tekenden de oorspronkelijke leden een platencontract van $ 1 miljoen bij Polydor. Ze zouden voortaan door het leven gaan als Mutya Keisha Siobhan. De groep had al enkele singles geschreven en opgenomen voor hun nieuwe plaat. De naam Mutya Keisha Siobhan werd op 27 juni officieel geregistreerd bij de Europese Unie. Dit naar aanleiding van het feit dat Buena eerder een rechtszaak tegen de manager van de Sugababes aanspande in verband met de naam. Zij vond na het vertrek van Buchanan dat de Sugababes niet meer bestonden en vond dat de huidige line-up de naam niet mocht gebruiken. Uiteindelijk verloor Buena de zaak, de rechter was van mening dat de drie originele line-up zelf waren opgestapt.
De vrouwen zouden aanvankelijk ook een heruitgave willen uitbrengen of een heropname voor hun album van Overload, de eerst single van de Sugababes en deels geschreven door Buena, Buchanan en Donaghy, maar moesten daarvoor een percentage van de winst afstaan aan London Records en de huidige Sugababes. London Records gooide de meiden zonder pardon op straat in 2001 en Mutya Keisha Siobhan vond dat de huidige line-up van Sugababes niet zou moeten leven van het materiaal dat was opgenomen en uitgebracht voordat Range in de groep zat.
Na hier en daar wat previews van nummers en een paar kleine optredens, trad MKS op 1 augustus 2013 voor het eerst op, in Londen met een volledig concert. Hierin lieten ze zowel materiaal horen van hun Sugababes-tijdperk als nieuwe nummers. De recensies over het optreden en de nummers waren lovend. Op 1 september 2013 verscheen de single Flatline, waarna een album werd aangekondigd; tot dusver bleef het bij uitgelekte nummers.

### 2015–heden:Sugababes: Originele bandnaam
In september 2015 verwierf Keisha Buchanan de rechten op de groepsnaam voor Amerika. In augustus 2019 verscheen het originele trio onder de naam 'Sugababes' op het album Garage Classical van DJ Spoony met het nummer Flowers, een cover van Sweet Female Attitude. Het comeback-optreden van de Sugababes vond plaats op 18 oktober 2019 op The Graham Norton Show. Na dit optreden onthulde de groep dat ze werkten aan nieuwe muziek en een speciaal project voor de 20e verjaardag van hun eerste album One Touch. Deze plannen werden in de ijskast gezet als gevolg van de coronapandemie.
In 2021 kwam er een re-release van One Touch, ter ere van het 20-jarige bestaan van het album. In veel landen wist deze heruitgave beter te scoren dan toen het album in 2000 uit kwam. Tussen 2021 en 2022 gaven ze verschillende shows in Engeland en kondigde en tour aan voor eind 2022.
Op 3 juni 2022 werd de single Flatline, die ze in 2013 uitbrachten als Mutya Keisha Siobhan, heruitgebracht onder de naam van de Sugababes en verdween "Mutya Keisha Siobhan" als artiest van de streamingdiensten.
Op 24 december 2022 kwam onverwachts het album The Lost Tapes uit. Het album bevat 16 tracks, opgenomen tussen 2011 en 2024, die niet eerder een waren uitgegeven.

## Leden
| Sugababes | Sugababes                          | '98 | '99 | '00 | '01 | '02 | '03 | '04 | '05 | '06 | '07 | '08 | '09 | '10 | '11 | '12 | '13 | '14 | '15 | '16 | '17 | '18 | '19 | '20 | '21 | '22 | '23 |
| --------- | ---------------------------------- | --- | --- | --- | --- | --- | --- | --- | --- | --- | --- | --- | --- | --- | --- | --- | --- | --- | --- | --- | --- | --- | --- | --- | --- | --- | --- |
|           | Siobhán Donaghy (1998–2001; 2011–) |     |     |     |     |     |     |     |     |     |     |     |     |     |     |     |     |     |     |     |     |     |     |     |     |     |     |
|           | Mutya Buena (1998–2005; 2011–)     |     |     |     |     |     |     |     |     |     |     |     |     |     |     |     |     |     |     |     |     |     |     |     |     |     |     |
|           | Keisha Buchanan (1998–2009; 2011–) |     |     |     |     |     |     |     |     |     |     |     |     |     |     |     |     |     |     |     |     |     |     |     |     |     |     |
|           | Heidi Range (2001–2011)            |     |     |     |     |     |     |     |     |     |     |     |     |     |     |     |     |     |     |     |     |     |     |     |     |     |     |
|           | Amelle Berrabah (2005–2011)        |     |     |     |     |     |     |     |     |     |     |     |     |     |     |     |     |     |     |     |     |     |     |     |     |     |     |
|           | Jade Ewen (2009–2011)              |     |     |     |     |     |     |     |     |     |     |     |     |     |     |     |     |     |     |     |     |     |     |     |     |     |     |

## Discografie

### Albums
| Album met eventuele hitnotering(en) in de Nederlandse Album Top 100 | Datum van verschijnen | Datum van binnenkomst | Hoogste positie | Aantal weken | Opmerkingen         |
| ------------------------------------------------------------------- | --------------------- | --------------------- | --------------- | ------------ | ------------------- |
| One touch                                                           | 18-02-2000            | -                     |                 |              |                     |
| Angels with Dirty Faces                                             | 05-09-2002            | 21-09-2002            | 12              | 48           |                     |
| Three                                                               | 28-10-2003            | 08-11-2003            | 4               | 35           |                     |
| Taller in More Ways                                                 | 07-10-2005            | 15-10-2005            | 10              | 29           | 2006: Amelle versie |
| Overloaded: The Singles Collection                                  | 13-11-2006            | 18-11-2006            | 37              | 11           |                     |
| Change                                                              | 01-10-2007            | 13-10-2007            | 69              | 1            |                     |
| Catfights and Spotlights                                            | 20-10-2008            | -                     |                 |              |                     |
| Sweet 7                                                             | 28-02-2010            |                       |                 |              |                     |

| Album met hitnotering(en) in de Vlaamse Ultratop 200 albums | Datum van verschijnen | Datum van binnenkomst | Hoogste positie | Aantal weken | Opmerkingen |
| ----------------------------------------------------------- | --------------------- | --------------------- | --------------- | ------------ | ----------- |
| One Touch                                                   | 2000                  | -                     |                 |              |             |
| Angels with Dirty Faces                                     | 2002                  | 21-09-2002            | 15              | 6            |             |
| Three                                                       | 2003                  | 22-11-2003            | 50              | 17           |             |
| Taller in More Ways                                         | 2005                  | 22-10-2005            | 36              | 23           |             |
| Overloaded: The Singles Collection                          | 2006                  | 02-12-2006            | 43              | 8            |             |

### Singles
| Single met eventuele hitnotering(en) in de Nederlandse Top 40 | Datum van verschijnen | Datum van binnenkomst | Hoogste positie | Aantal weken | Opmerkingen                            |
| ------------------------------------------------------------- | --------------------- | --------------------- | --------------- | ------------ | -------------------------------------- |
| Overload                                                      | 2000                  | 04-11-2000            | 14              | 12           |                                        |
| Run for Cover                                                 | 2001                  | 28-04-2001            | 33              | 5            |                                        |
| Freak Like Me                                                 | 2002                  | 08-06-2002            | 23              | 5            | Eerste single met Heidi                |
| Round Round                                                   | 2002                  | 07-09-2002            | 2               | 13           |                                        |
| Stronger                                                      | 2002                  | 07-12-2002            | 5               | 17           | Alarmschijf                            |
| Shape                                                         | 2003                  | 05-04-2003            | 7               | 10           |                                        |
| Hole in the Head                                              | 2003                  | 18-10-2003            | 2               | 17           | Alarmschijf                            |
| Too Lost in You                                               | 2003                  | 27-12-2003            | 8               | 11           | Alarmschijf                            |
| In the Middle                                                 | 2004                  | 20-03-2004            | 7               | 10           | Alarmschijf                            |
| Caught in a Moment                                            | 2004                  | 02-10-2004            | 30              | 3            |                                        |
| Push the Button                                               | 2005                  | 24-09-2005            | 3               | 20           | Alarmschijf                            |
| Ugly                                                          | 2005                  | 17-12-2005            | 7               | 13           | Alarmschijf                            |
| Red Dress                                                     | 2006                  | 18-03-2006            | 7               | 10           | Eerste single met Amelle / Alarmschijf |
| Easy                                                          | 2006                  | 14-10-2006            | tip2            | -            |                                        |
| About You Now                                                 | 2007                  | 27-10-2007            | 18              | 11           |                                        |
| Change                                                        | 2008                  | 16-02-2008            | 31              | 5            |                                        |
| Denial                                                        | 2008                  | 12-04-2008            | tip9            | -            |                                        |
| Girls                                                         | 2008                  | 07-02-2009            | tip10           | -            |                                        |
| Get Sexy                                                      | 2009                  | 19-09-2009            | tip7            | -            |                                        |
| Wear My Kiss                                                  | 2010                  | 17-02-2010            | -               | -            | Eerste single met Jade                 |
| Freedom                                                       | 2011                  | 09-2011               | -               | -            |                                        |

| Single met hitnotering(en) in de Vlaamse Ultratop 50 | Datum van verschijnen | Datum van binnenkomst | Hoogste positie | Aantal weken | Opmerkingen              |
| ---------------------------------------------------- | --------------------- | --------------------- | --------------- | ------------ | ------------------------ |
| Overload                                             | 2000                  | 16-12-2000            | 38              | 8            |                          |
| Freak Like Me                                        | 2002                  | 08-06-2002            | 10              | 12           | Eerste single met Heidi  |
| Round Round                                          | 2002                  | 31-08-2002            | 16              | 13           |                          |
| Stronger                                             | 2002                  | 04-01-2003            | 20              | 10           |                          |
| Shape                                                | 2003                  | 26-04-2003            | 49              | 3            |                          |
| Hole in the Head                                     | 2003                  | 01-11-2003            | 20              | 12           |                          |
| Too Lost in You                                      | 2003                  | 07-02-2004            | 28              | 8            |                          |
| In the Middle                                        | 2004                  | 24-04-2004            | 40              | 3            |                          |
| Push the Button                                      | 2005                  | 08-10-2005            | 2               | 23           |                          |
| Ugly                                                 | 2005                  | 31-12-2005            | 13              | 15           |                          |
| Red Dress                                            | 2006                  | 22-04-2006            | 35              | 4            | Eerste single met Amelle |
| Easy                                                 | 2006                  | 18-11-2006            | tip3            | -            |                          |
| About You Now                                        | 2007                  | 03-11-2007            | 28              | 14           |                          |
| Denial                                               | 2008                  | 24-05-2008            | tip4            | -            |                          |
| Get Sexy                                             | 2009                  | 24-10-2009            | 21              | 7*           |                          |
| Wear My Kiss                                         | 2010                  | 17-02-2010            | -               | -            | Eerste single met Jade   |
| Freedom                                              | 2011                  | 09-2011               | -               | -            |                          |

## Trivia
- Heidi maakte eerder deel uit van Sugababes' concurrenten Atomic Kitten.